# Milton Bernhard Trautman
Milton Bernhard Trautman (* 7. September 1899 in Columbus, Franklin County, Ohio; † 31. Januar 1991 ebenda) war ein US-amerikanischer Ichthyologe und Ornithologe. Er erlangte seine naturgeschichtlichen Kenntnisse autodidaktisch, da er keine formale akademische Ausbildung genoss.   

## Leben
Trautman war der Sohn von Henry Adam und Wilhelmina Trautman, geborene Weinlein. Er besuchte die Elementary School in Columbus und absolvierte zwei Jahre lang die High School. Im Alter von 14 Jahren verschlimmerte sich eine chronische Erkrankung so stark, dass er seinen formalen Bildungsweg frühzeitig beenden musste. Trotz dieser Beeinträchtigung arbeitete er in der Klempnerei seines Vaters, wo er eine Ausbildung durchlief und schließlich zum Klempnermeister avancierte.
1930 entfernte ein Ärzteteam im Rahmen einer Sondierungsoperation ein Meckel-Divertikel aus seinem Dünndarm, was zu einer merklichen Verbesserung seines Gesundheitszustandes führte. Er gab seinen Klempnerberuf auf und trat als Fischbiologe dem Ohio Department of Conservation bei. Von 1934 bis 1939 war er Assistenzkurator an der Fischsammlung des Museum of Zoology der University of Michigan und Forschungsbiologe am Michigan Department of Conservation. Während dieser Zeit arbeitete Trautman als Assistent bei Carl Leavitt Hubbs (Fische) und Josselyn Van Tyne (Vögel), den er 1936 auf einer Museumsexpedition zur Halbinsel Yucatán (1936) begleitete. Von 1939 bis 1955 war er unter Leitung von Thomas H. Langlois Forschungsbiologe am Franz Theodore Stone Laboratory of Hydrobiology der Ohio State University in Put-in-Bay, wo er die Managementstudien der Fische für das Ohio Department of Conservation koordinierte. Von 1955 bis 1970 war er Kurator für Wirbeltiere am Ohio State Museum der Ohio Historical Society. Offiziell ging er 1970 in den Ruhestand, arbeitete jedoch bis 1991 unentgeltlich an der Vogelabteilung des Ohio State University Museum of Zoology. Persönlich fügte Trautman der Sammlung der Ohio State University 2757 Vogelpräparate hinzu, zusätzlich zu den vielen, die er der University of Michigan überließ. 
Von Trautmans mehr als 150 veröffentlichten Arbeiten befassen sich zwei Drittel mit Vögeln. Über Jahrzehnte hinweg war er ein Fachmann für die Verbreitung der Vögel von Ohio. 1932 und 1935 veröffentlichte er Listen der Bundesstaaten und 1968 zusammen mit seiner Ehefrau die Annotated List of the Birds of Ohio sowie die beiden Bücher Birds of Buckeye Lake (1940) und The Fishes of Ohio (1957), das 1981 in einer überarbeiteten Auflage erschien. Sein Interesse an der Verbreitung von Vögeln, ökologischen Zusammenhängen und geschichtlichen Veränderungen wurde 1977 in seinem Artikel The Ohio Country from 1750 to 1977 – A Naturalist’s View dokumentiert.

## Mitgliedschaften
Trautman wurde 1922 Mitglied der Columbus Audubon Society und 1950 Mitglied auf Lebenszeit. 1960 war er Präsident dieser Gesellschaft. 1924 wurde er Mitglied der American Ornithologists’ Union (AOU) und 1955 Mitglied auf Lebenszeit. Von 1950 bis 1952 war er Vorsitzender des Illustrationsausschusses der Fachzeitschrift The Auk und von 1957 bis 1962 war er im Forschungsausschuss der AOU. 1928 wurde er Mitglied (später Mitglied auf Lebenszeit) der American Society of Ichthyologists and Herpetologists, von 1933 bis 1960 war er dort Vorstandsmitglied und von 1946 bis 1948 Vizepräsident. 1932 wurde er Mitglied der American Fisheries Society und 1970 Ehrenmitglied auf Lebenszeit. Von 1943 bis 1945 fungierte er als Schatzmeister der Wilson Ornithological Society. 1944 wurde er Mitglied auf Lebenszeit und von 1946 bis 1949 war er Ratsmitglied. Von 1956 bis 1957 war er Präsident des Wheaton Club. 1959 wurde er zum Mitglied der American Wildlife Society und 1960 zum Fellow der American Institute of Fishery Research Biologists gewählt.

## Privates
Im Juni 1940 heiratete Trautman Mary Auten (1898–1986), eine promovierte Insektenkundlerin und Biologielehrerin am Ashland College. Aus dieser Ehe ging eine Tochter (* 1943) hervor.

## Dedikationsnamen und Ehrungen
Nach Trautman sind die ausgestorbene Steinwelsart Noturus trautmani Taylor, 1969 sowie die heute ungültige Unterart Erimystax x-punctatus trautmani (Hubbs & Crowe, 1956) aus der Familie der Weißfische (Leuciscidae)  benannt. 1951 erhielt Trautman einen Doktor ehrenhalber (Honorary Ph.D.) des College of Wooster.

## Erstbeschreibungen von Milton Bernhard Trautman
- Notropis wickliffi Trautman, 1931
- Etheostoma osburni (Hubbs & Trautman, 1932)
- Ichthyomyzon gagei Hubbs & Trautman, 1937
- Ichthyomyzon greeleyi Hubbs & Trautman, 1937
- Ichthyomyzon unicuspis Hubbs & Trautman, 1937
- Colinus nigrogularis caboti Van Tyne & Trautman, 1941 (Unterart der Schwarzkehlwachtel)
- Colinus nigrogularis persiccus Van Tyne & Trautman, 1941 (Unterart der Schwarzkehlwachtel)
- Ramphocaenus melanurus ardeleo Van Tyne & Trautman, 1941 (Unterart des Schwarzschwanz-Degenschnäblers)
- Sturnella magna griscomi Van Tyne & Trautman, 1941 (Unterart des Lerchenstärlings)
- Agelaius phoeniceus pallidulus Van Tyne & Trautman, 1946 (Unterart des Rotflügelstärlings)
- Moxostoma pisolabrum Trautman & Martin, 1951